# Bloodgood
Bloodgood est un groupe de metal chrétien américain formé à Seattle, Washington en 1984. En 1988, Bloodgood représentait l'un des quatre plus grands groupes de métal chrétien (à l'exception du succès grand public de Stryper ) aux côtés de Barren Cross, Leviticus et Whitecross.
Bloodgood est devenu connu pour son « attitude jusqu'au boutiste à propos de la mise en scène », affichant des attitudes et des images qui les ont mis en confrontation avec certains membres de l'extrême droite chrétienne. Dans une rétrospective de 1998, le critique musical chrétien Brian Quincy Newcomb écrira que « le ministère et la musique de Bloodgood étaient un tremplin essentiel dans le processus de maturation du rock chrétien ».

## Arrière-plan
Le groupe s'est formé autour de la direction de Michael Bloodgood, qui était actif sur la scène musicale locale depuis un certain temps. Juste avant la formation de Bloodgood, Michael avait été impliqué dans un projet local, ce qu'il a décrit plus tard comme « le rock basique et direct ».  ce projet s'était dissous à la mi-1984 lorsque Michael Bloodgood s'est senti appelé à créer un groupe de métal chrétien. La région de Seattle à cette époque était connue pour des groupes de métal tels que TKO, Queensrÿche et Metal Church, mais Bloodgood ressentait le besoin de représenter le Christ auprès de ce public, et le groupe était le moyen le plus naturel de le faire.
En 1985, Bloodgood sort une démo, Metal Missionaries, dont ils se vendent à plus de 5 000 exemplaires lors de concerts. Leur premier album éponyme en 1986 a été produit par Darrell Mansfield. Alors que Bloodgood était visuellement similaire aux autres groupes de metal de l'époque, il se distinguait par trois éléments : la voix de Les Carlsen, l'écriture de chansons de Michael Bloodgood et les techniques de guitare de David Zaffiro. Le son du groupe était à bien des égards typique des groupes de glam metal compétents des années 1980, mais leurs paroles étaient clairement chrétiennes. Les thèmes comprenaient souvent Armageddon, l'espoir et la victoire en Christ, et la grâce de vivre en Dieu, avec un langage biblique tout au long.   Interrogé sur l'influence de Stryper sur le groupe, Michael Bloodgood a déclaré à un intervieweur que le groupe s'était formé avant que Stryper ne devienne bien connu et qu'ils n'étaient donc pas une influence musicale car ils jouaient différents styles de métal.
Leur première grande tournée aux États-Unis a eu lieu en 1987 et fait protester des groupes de l'extrême droite chrétienne. Le groupe était plus populaire en Europe qu'aux États-Unis  et ils ont fait une tournée au Royaume-Uni en 1988.  Cette tournée mettait en vedette le chanteur principal Les Carlsen décrivant Pontius Pilate pendant la chanson "Crucify", ainsi qu'une représentation graphique et en direct du Christ crucifié. La position du groupe sur sa théâtralité, telle que résumée par Carlsen : « Le heavy metal se prête aux visuels et au drame. Ils viennent naturellement de la musique que nous écrivons." .

## Actuellement
Après cinq albums studio et trois sorties live, le groupe se sépare officiellement en 1994. Le groupe s'est reformé en 2006 et se produit depuis plusieurs fois par an aux États-Unis et en Europe. Ils travaillent actuellement avec Oz Fox de Stryper dans cette nouvelle gamme. Michael Bloodgood, le bassiste et homonyme du groupe, a également sorti un album solo relativement doux, The Cross Changes Everything, au début de 2008, sous le nom de "Michael Bloodgood and Friends", mettant en vedette les talents invités d'autres musiciens, dont les camarades du groupe Les Carlsen., Oz Fox, Paul Jackson, Mark Welling et le fils de Michael, Paul Michael Bloodgood à la batterie et au chant.
Bloodgood a été intronisé en 2010 au Christian Music Hall of Fame.
En 2010, le HM magazine à répertorié a la 23 place sur sa liste des 100 meilleurs albums de rock chrétien de tous les temps, déclarant qu'il a "un son métal assez original". Il distingue aussi "Crucify", "Messiah", "Self-Destruction" et la ballade "Alone in Suicide", le HM magazine a classé n°8 sur son Top 100 des albums de métal chrétien de tous les temps.
Michael Bloodgood est actuellement pasteur de l'église Calvary Redmond, à Washington, où des artistes invités tels qu'un ami de longue date et chanteur principal, Les Carlsen sont venus et ont joué, d'autres artistes tels que Randy Stonehill, Buck Storm et Darrell Mansfield ont également fait des apparitions au CCR à Redmond, WA.
Les Carlsen a joué le rôle principal dans la comédie musicale Hair de Broadway. Il a joué en tant que chanteur invité avec le groupe de métal chrétien américain Tourniquet sur Intense Live Series, Vol. 2 en 1993. Kevin Whisler faisait partie d'un groupe de pop-metal chrétien basé à Tacoma appelé "Watchmen" avant de rejoindre Bloodgood. Watchmen a sorti deux albums : Fear No Evil en 1988 et Generation en 1990, tous deux sur Regency Records.
Long métrage documentaire, "Trenches of Rock" tourne actuellement dans le circuit des festivals de cinéma. Produit par Bloodygood Pictures, le film présente des interviews exclusives, de la musique et des photos, ainsi que toute la controverse entourant le groupe. Le producteur exécutif est James Moll.[réf. nécessaire] La bande-annonce officielle est sortie en mars 2017. Une bande originale est en cours pour coïncider avec la sortie du documentaire fin 2017.[réf. nécessaire] Le 19 octobre 2013, Bloodgood a publié la première vidéo, Lamb of God ,[réf. nécessaire] de Dangerously Close .[réf. nécessaire]

## Membres
Actuel
- Michael Bloodgood - basse (1984-1994, 2002-présent)  († 29 jul. 2022)
- Les Carlsen - chant principal (1984-1994, 2002-présent)
- Paul Jackson - guitare (1989-1994, 2002-présent)
- Kevin Whisler - batterie (1989-1991, 2013-présent)
- Oz Fox - guitare (2007-présent)

Ancien
- JT Taylor - batterie (1984-1986)
- David Zaffiro - guitare (1984-1988)
- Mark Welling - batterie (1986-1989, 1993-1994, 2006-2013)
- Craig Church – guitare (1990)
- Tim Heintz - claviers (1991)
- David Huff – batterie (1991)
- David McKay - claviers (1991-1994, 2002-2007)
- Paul Roraback - batterie (1991-1993)
- Kent Walstead - guitare (1992)
- Jeffrey McCormack - batterie (2002-2006)

## Discographie

### Album Studio
- Bloodgood (1986, Frontline Records )
- Détonation (1987, Frontline Records)
- Rock In a Hard Place (1988, Frontline)
- Hors des ténèbres (1989, Intense Records )
- Tous sont solidaires (1991, records brisés )
- Dangereusement proche (2013, B. Goode Records)
- Tranchées de la bande originale du film rock (2017, Bloodygood Pictures/B. Goode Records)

### Album en direct/vidéo
- Alive In America: Live Volume One (1990, Intense Records)
- Shakin' the World: Live Volume Two (1990, Intense Records)
- Alive in America: Live Volume One (1990, Intense Records, VHS)
- Shakin' the World: Live Volume Two (1990, Intense Records VHS)
- En Allemagne avec amour ! (1993 ; Stephans-Buchhandlung)
- Bloodgood: Live in Norway (2009, DVD de la performance du groupe au SeaSide Festival en Norvège, 2009)
- Bloodgood Rock Theatre (2002, réédition DVD de Alive in America et Shakin' the World)

### Apparitions de compilation
- Été métal chaud (1988, Benson Records)
- Hot Metal Summer II (1989, Frontline Records)

### Compilation
- La Collection (1991, Intense Records)
- Metal Missionaries 25th Anniversary Edition (2010, B. Goode Records)

### Démo
- Metal Missionaries (1985, auto-libéré)

## Voir également
- Liste des artistes de métal chrétiens